# Erige Sehiri
Erige Sehiri (1 de agosto de 1982, Lyon) es un directora y productora de cine francotunecina.

## Biografía
Erige Sehiri Nació el 1 de agosto de 1982 en Lyon, Francia, en el seno de una familia de origen tunecino, y creció en Vénissieux, en las afueras de Lyon, en Les Minguettes. Su padre es electricista y su madre está a cargo de la cocina en un centro universitario.Tras acabar el bachillerato, decidió irse a Norteamérica para formarse allí en dirección cinematográfica. Aprendió inglés en San Francisco y finanzas en Montreal mientras hacía trabajos ocasionales.
Cuando regresó a Europa trabajó en un banco en Luxemburgo, y comenzó a filmar Les Minguettes, antes de convertirse en asistente de periodistas en Jerusalén. Cuando estalló la revolución tunecina de 2011, se fue a Túnez. Rueda un primer cortometraje sobre los primeros pasos de su padre en Facebook: El Facebook de mi padre, lanzado en 2012. Este breve documental la da a conocer en festivales de cine y la familiariza con el proceso de realización de una película. Crea lo que llama documentales de creación, a partir de una realidad construida, reconstruyendo escenas, pero sin imaginar un contexto ficcional. Le siguen otros documentales cortos y, en 2018, se propone un largometraje documental, The Normal Way, dedicado al trabajo en los ferrocarriles. Se estrenó en los cines de Túnez en 2019, luego en los cines de Francia en 2020.
En 2022, se estrenó Entre las higueras, un primer largometraje de ficción  que se estrenó en el Festival de Cine de Cannes 2022, en la Quincena de los Realizadores. La película también ganó el Bayard d'or en la 37 edición del Festival internacional du film francophone de Namur. Finalmente fue seleccionado para el Oscar a la mejor película internacional, representando a Túnez en este certamen cinematográfico para la edición de 2023.
También es productora a través de su empresa Henia Production, que desarrolla documentales creativos y también acompaña proyectos de jóvenes realizadores y cofundó Rawiyat-Sisters in film, un colectivo de mujeres para mujeres cineastas en el mundo árabe.

## Filmografía
- 2012: El Facebook de mi padre, corto documental.
- 2018: The Normal Way, largometraje documental – Visions du réel 2018, IDFA 2018, mención del jurado en CINÉMED 2018.
- 2022: Entre las higueras, largometraje de ficción, presentado en la Quincena de Realizadores del Festival de Cannes 2022, seleccionado para los Oscar de Cine 2023.[12]